# Bergwälder im Westlichen Rift
Die Bergwälder im Westlichen Rift, einer Ökoregion des Bioms Tropischer Regenwald, liegen im Herzen des afromontanen tropischen Afrika.

## Lage und Beschreibung
Die hohen Bergwälder bedecken die westlichen Teile Ruandas und Burundis, den östlichen Rand der Demokratischen Republik Kongo und Teile des westlichen Uganda und Tansania. Dieses Gebiet umfasst die Westlichen Riftberge, die den westlichen Zug des Ostafrikanischen Grabens einschließen. Zu den Gebirgszügen gehören das Lendu-Plateau in Uganda (auch wenn der Wald hier fast gänzlich gerodet wurde), die Virunga-Vulkane und das Ruwenzori-Gebirge. Auf den höchsten Erhebungen der Rwenzori- und Virunga-Gebirgszüge (über 3000 Meter) gehen die Wälder in die afroalpine Ökoregion der Rwenzori-Virunga-Bergmoorlande, darunter die Spitzen der Stanley-Berge und der Karisimbi, über. Die höchste Erhebung in Burundi, Mont Heha, ist jedoch in dieser Ökoregion.

## Flora und Fauna

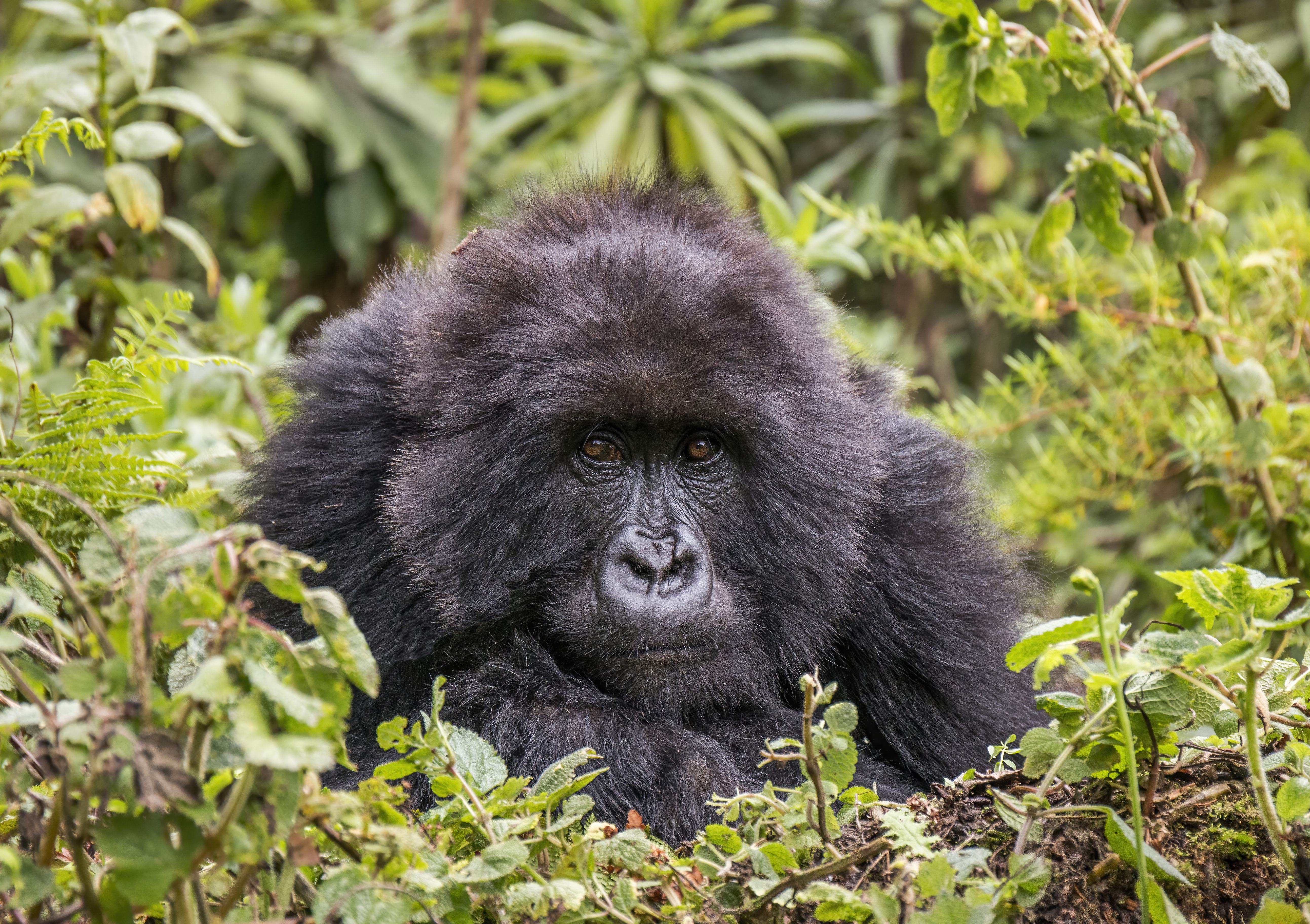
Weiblicher Berggorilla im Vulkan-Nationalpark in Ruanda (2016)

Der Bergregenwälder, Wolken- und Nebelwälder dieser Ökoregion haben ein kühleres Klima als die Kongolesischen Tieflandwälder oder die Savanne Ugandas, Ruandas und Burundis, und sind daher die Heimat einer reichen Vielfalt afromontaner Flora und besonders Fauna. Der seltene Berggorilla (Gorilla beringei beringei) überlebt nur in dieser Ökoregion, wie auch die Östliche Vollbartmeerkatze und eine Unterart der Eulenkopfmeerkatze sowie viele Arten der Vögel, darunter der Lenduschnäpper, der Ruwenzori-Turako und der Sperberbrustsänger. Die Bergwälder sind ein Hot-Spot für die Artenvielfalt, rund 20 Prozent der Amphibien Afrikas kommen hier vor, darunter viele Riedfrösche wie Hyperolius castaneus oder der verschollen geglaubte Hyperolius sankuruensis.

## Bedrohungen und Schutz
Ein großer Teil des Waldes wurde bereits für die Landwirtschaft und die Abholzung gerodet, besonders in den dicht besiedelten Ländern Ruanda und Burundi, doch bleiben weite Teile des Waldes noch in Waldnaturschutzgebieten und auf höheren Lagen in Gebirgszügen, darunter Virunga, Itombwe und Ruwenzori. Die Rodung des Waldes findet fortlaufend statt und ist eine große Bedrohung der Umweltsituation der Region sowie der Funktion der Wälder als bedeutende Kohlenstoffspeicher. Die gewaltsame neuere Geschichte hat auch der ökologischen Balance geschadet, und zum Beispiel fast die Bevölkerung des Elefanten im Nationalpark Virunga im Kongo eliminiert.
Neben dem Virunga-Nationalpark umfasst die Ökoregion auch den angrenzenden Vulkan-Nationalpark in Ruanda sowie den Nationalpark Rwenzori Mountains, den Bwindi Impenetrable National Park und den Kibale-Nationalpark in Uganda.

## Städte
Zu den bebauten Gebieten in der Region gehören:
- in Uganda – die Stadt Fort Portal, Ausgangspunkt zur Schimpansenbeobachtung im

Kibale-Nationalpark.
- in Ruanda – Ruhengeri (in der Nähe des Vulkan-Nationalparks), und der Städte Gisenyi, Kibuye (für Bootsausflüge zur Insel Napoleon im See), und Cyangugu, ein Ausgangspunkt für Primatenbeobachtung im Nyungwe-Wald am Kiwusee.
- in der Demokratischen Republik Kongo – die Städte am

Kiwusee Goma gegenüber Gisenyi und der Ausgangspunkt des Besuchs des Nationalpark Virunga und Bukavu gegenüber Cyangugu und in der Nähe des Nationalpark Kahuzi-Biéga, der Heimat von Berggorillas ist, aber aufgrund des Konflikts in der Region bedroht ist (siehe Zweiter Kongokrieg).
- in Burundi – die nordwestlichen Städte Cibitoke und das flutgeschädigte Bubanza, und die südliche Stadt Bururi, wo das Waldnaturschutzgebiet Bururi manches des afromontanen Waldes bewahrt.

## Aktivitäten
Zu den beliebten Aktivitäten zählen:
- Gorillabeobachtung im Virunga National Park, oder im Vulkan-Nationalpark in Ruanda (früher der Ausgangspunkt der Zoologin Dian Fossey).
- Trekking im Ruwenzori-Gebirge.